# Seznam dílů seriálu Salem
Toto je seznam dílů seriálu Salem. Americký hororový televizní seriál Salem měl premiéru na stanici WGN America.

## Přehled řad
| Řada | Díly | Premiéra v USA    | Premiéra v USA    |
| Řada | Díly | První díl         | Poslední díl      |
| ---- | ---- | ----------------- | ----------------- |
| 1    | 13   | 20. dubna 2014    | 13. července 2014 |
| 2    | 13   | 5. dubna 2015     | 28. června 2015   |
| 3    | 10   | 2. listopadu 2016 | 25. ledna 2017    |

## Seznam dílů

### První řada (2014)
| Č. v seriálu | Č. v řadě | Původní název              | Režie                | Scénář                           | Premiéra v USA    |
| ------------ | --------- | -------------------------- | -------------------- | -------------------------------- | ----------------- |
| 1            | 1         | The Vow                    | Richard Shepard      | Brannon Braga a Adam Simon       | 20. dubna 2014    |
| 2            | 2         | The Stone Child            | David Von Ancken     | Brannon Braga a Adam Simon       | 27. dubna 2014    |
| 3            | 3         | In Vain                    | Alex Zakrzewski      | Elizabeth Sarnoff a Tricia Small | 4. května 2014    |
| 4            | 4         | Survivors                  | David Von Ancken     | Jon Harmon Feldman               | 11. května 2014   |
| 5            | 5         | Lies                       | Sergio Mimica-Gezzan | Tricia Small a Elizabeth Sarnoff | 18. května 2014   |
| 6            | 6         | The Red Rose and the Briar | P. J. Pesce          | Joe Menosky a Adam Simon         | 25. května 2014   |
| 7            | 7         | Our Own Private America    | David Von Ancken     | Adam Simon a Brannon Braga       | 1. června 2014    |
| 8            | 8         | Departures                 | Alex Zakrzewski      | Jon Harmon Feldman               | 8. června 2014    |
| 9            | 9         | Children, Be Afraid        | David Grossman       | Elizabeth Sarnoff a Tricia Small | 15. června 2014   |
| 10           | 10        | The House of Pain          | David Von Ancken     | Adam Simon a Joe Menosky         | 22. června 2014   |
| 11           | 11        | Cat and Mouse              | Tricia Brock         | Jon Harmon Feldman               | 29. června 2014   |
| 12           | 12        | Ashes, Ashes               | Bill Johnson         | Brannon Braga a Adam Simon       | 6. července 2014  |
| 13           | 13        | All Fall Down              | David Von Ancken     | Brannon Braga a Adam Simon       | 13. července 2014 |

### Druhá řada (2015)
| Č. v seriálu | Č. v řadě | Původní název                         | Režie           | Scénář                         | Premiéra v USA  |
| ------------ | --------- | ------------------------------------- | --------------- | ------------------------------ | --------------- |
| 14           | 1         | Cry Havoc                             | Nick Copus      | Brannon Braga a Adam Simon     | 5. dubna 2015   |
| 15           | 2         | Blood Kiss                            | Allan Arkush    | Brannon Braga a Adam Simon     | 12. dubna 2015  |
| 16           | 3         | From Within                           | Alex Zakrzewski | Kelly Souders a Brian Peterson | 19. dubna 2015  |
| 17           | 4         | Book of Shadows                       | Allan Kroeker   | Joe Menosky a Adam Simon       | 26. dubna 2015  |
| 18           | 5         | Ill Met by MoonlightThe Wine Dark Sea | Peter Weller    | Turi Meyer a Al Septien        | 3. května 2015  |
| 19           | 6         | Ill Met by Moonlight                  | Nick Copus      | Brian Peterson a Kelly Souders | 10. května 2015 |
| 20           | 7         | The Beckoning Fair One                | Joe Dante       | Donna Thorland a Adam Simon    | 17. května 2015 |
| 21           | 8         | Dead Birds                            | Alex Kalymnios  | Joe Menosky a Adam Simon       | 24. května 2015 |
| 22           | 9         | Wages of Sin                          | David Grossman  | Al Septien a Turi Meyer        | 31. května 2015 |
| 23           | 10        | Til Death Do Us Part                  | Tim Andrew      | Kelly Souders a Brian Peterson | 7. června 2015  |
| 24           | 11        | On Earth as in Hell                   | Nick Copus      | Joe Menosky a Adam Simon       | 14. června 2015 |
| 25           | 12        | Midnight Never Come                   | Alex Zakrzewski | Donna Thorland a Adam Simon    | 21. června 2015 |
| 26           | 13        | The Witching Hour                     | Brannon Braga   | Adam Simon                     | 28. června 2015 |

### Třetí řada (2016–2017)
| Č. v seriálu | Č. v řadě | Původní název            | Režie          | Scénář                         | Premiéra v USA     |
| ------------ | --------- | ------------------------ | -------------- | ------------------------------ | ------------------ |
| 27           | 1         | After the Fall           | Nick Copus     | Brannon Braga a Adam Simon     | 2. listopadu 2016  |
| 28           | 2         | The Heart Is a Devil     | Tim Andrew     | Adam Simon                     | 9. listopadu 2016  |
| 29           | 3         | The Reckoning            | Wayne Yip      | Kelly Souders a Brian Peterson | 16. listopadu 2016 |
| 30           | 4         | Night's Black Agents     | Joe Dante      | Joe Menosky a Donna Thorland   | 30. listopadu 2016 |
| 31           | 5         | The Witch Is Back        | Nick Copus     | Adam Simon                     | 7. prosince 2016   |
| 32           | 6         | Wednesday's Child        | Peter Weller   | Donna Thorland a Adam Simon    | 14. prosince 2016  |
| 33           | 7         | The Man Who Was Thursday | Jennifer Lynch | Brian Peterson a Kelly Souders | 4. ledna 2017      |
| 34           | 8         | Friday's Knights         | Nick Copus     | Adam Simon a Donna Thorland    | 11. ledna 2017     |
| 35           | 9         | Saturday Mourning        | Jennifer Lynch | Kelly Souders a Brian Peterson | 18. ledna 2017     |
| 36           | 10        | Black Sunday             | Brannon Braga  | Adam Simon                     | 25. ledna 2017     |